# Stade municipal de Melun
Stade municipal de Melun – wielofunkcyjny stadion znajdujący się w Melun służący do rozgrywania meczów piłki nożnej, rugby union oraz zawodów lekkoatletycznych.
Stadion posiada pełnowymiarowe boisko do piłki nożnej i rugby otoczone czterystumetrową sześciotorową bieżnią lekkoatletyczną, z ośmioma torami do biegu na 100 metrów. Na trybunach znajdują się 1994 miejsca siedzące i 4500 stojących. Infrastrukturę dopełnia bulodrom.
Prócz piłkarskiego klubu Football Club de Melun z obiektu korzystają sekcje Union Sportive Melunaise.
W 2003 roku gościł dwa spotkania mistrzostw świata U-19 w rugby union.
W czerwcu 2010 roku na stadionie wybuchł pożar – główna trybuna uległa znacznym zniszczeniom podobnie jak znajdujące się w jej wnętrzu pomieszczenia klubowe.